# منطقه ۷۱ (قطر)
منطقه ۷۱ یک منطقهٔ مسکونی در قطر است که در ام صلال (شهرداری) واقع شده‌است. منطقه ۷۱ ۳۱۸٫۴ کیلومتر مربع مساحت و ۹۰٬۸۳۵ نفر جمعیت دارد.